# American Dream (альбом Crosby, Stills, Nash & Young)
American Dream — пятый студийный альбом американской супергруппы Crosby, Stills & Nash, выпущенный 1 ноября 1988 года на лейбле Atlantic Records. Он стал вторым студийным альбомом в составе квартета с участием Нила Янга и занял 16-е место в Billboard 200 и был признан платиновым Ассоциацией звукозаписывающей индустрии Америки. На сегодняшний день это их последний альбом с оригинальным материалом, получивший золотую или платиновую оценку RIAA. Это самый продаваемый альбом Нила Янга в 1980-х годах. Альбом посвящён Джен Кросби, Энн Стиллс, Сьюзан Нэш и Пеги Янг.

## История
В 1983 году Нил Янг пообещал Дэвиду Кросби, что воссоединится с группой Crosby, Stills & Nash, если Кросби решит свои проблемы с наркотиками и приведёт себя в порядок. Пять месяцев тюремного заключения в 1986 году для Кросби в Техасском исправительном департаменте в Хантсвилле после его ареста в 1985 году за хранение запрещённых наркотиков и полуавтоматического огнестрельного оружия в Уэст-Палм-Бич, штат Флорида, достигли именно этого, и, поверив слову Янга, квартет собрался для записи второго официального студийного альбома CSNY на ранчо Янга в Вудсайде, Калифорния, с его собственной командой продюсеров.

## Отзывы
| Оценки критиков  | Оценки критиков |
| Источник         | Оценка          |
| ---------------- | --------------- |
| Allmusic         | [ 6 ]           |
| Robert Christgau | (C+)            |
| Rolling Stone    | [ 8 ]           |

Альбом получил умеренные и негативные отзывы от музыкальных критиков. Уильям Рулманн из AllMusic отметил, что группа «Здесь есть несколько отличных песен, в частности, песня Янга „This Old House“ и „Compass“ Кросби, но квартет не очень-то преуспел на своём первом новом студийном альбоме за 14 лет. Конечно, ожидания были настолько высоки, что альбом показался гораздо хуже, чем был на самом деле, и в ретроспективе он выглядит как трудоёмкая работа, просто лишённая той искры, которая делала эту группу намного больше, чем сумма её частей».
В журнале Rolling Stone критик Энтони ДеКёртис написал, что «несмотря на приятные мелодии, случайные интересные песни и фирменные гармонии, American Dream по большей части — скукотища».
Альбом был признан номером 614 во втором издании «1000 лучших альбомов всех времён» музыковеда Колина Ларкина (1998).
Cash Box назвал заглавный трек «лучшей вещью CSN или Y со времён Deja Vu».

## Список композиций
| №                   | Название                     | Автор(ы)                  | {{{extra_column}}}  | Длительность |
| ------------------- | ---------------------------- | ------------------------- | ------------------- | ------------ |
| 1.                  | «American Dream»             | Neil Young                | March 3, 1988       | 3:15         |
| 2.                  | «Got It Made»                | Stephen Stills Young      | July 28, 1988       | 4:36         |
| 3.                  | «Name of Love»               | Young                     | February 25, 1988   | 4:28         |
| 4.                  | «Don't Say Goodbye»          | Graham Nash Joe Vitale    | September 15, 1988  | 3:23         |
| 5.                  | «This Old House»             | Young                     | May 4, 1988         | 4:44         |
| 6.                  | «Nighttime for the Generals» | David Crosby Craig Doerge | March 24, 1988      | 4:20         |
| 7.                  | «Shadowland»                 | Nash Rick Ryan Vitale     | April 24, 1987      | 4:33         |
| 8.                  | «Drivin' Thunder»            | Stills Young              | March 2, 1988       | 3:12         |
| 9.                  | «Clear Blue Skies»           | Nash                      | March 28, 1988      | 3:05         |
| 10.                 | «That Girl»                  | Stills Vitale Bob Glaub   | May 10, 1988        | 3:27         |
| 11.                 | «Compass»                    | Crosby                    | March 22, 1988      | 5:19         |
| 12.                 | «Soldiers of Peace»          | Nash Doerge Vitale        | September 16, 1988  | 3:43         |
| 13.                 | «Feel Your Love»             | Young                     | July 21, 1988       | 4:09         |
| 14.                 | «Night Song»                 | Stills Young              | July 28, 1988       | 4:17         |
| Общая длительность: | Общая длительность:          | Общая длительность:       | Общая длительность: | 57:31        |

## Чарты
| Чарт (1988—1989)                   | Высшая позиция |
| ---------------------------------- | -------------- |
| US Top LPs & Tape (Billboard)      | 16             |
| Canadian RPM 100 Albums            | 5              |
| Australian Kent Music Report Chart | 47             |
| Dutch MegaCharts Albums            | 58             |
| West German Album Charts           | 48             |
| Swedish Album Charts               | 26             |
| US Cash Box Top 100 Albums         | 15             |

| Год  | Сингл                     | Чарт                              | Высшая позиция |
| ---- | ------------------------- | --------------------------------- | -------------- |
| 1988 | «American Dream»          | Canada Singles (RPM)              | 3              |
| 1988 | «American Dream»          | US Mainstream Rock (Billboard)    | 4              |
| 1988 | «American Dream»          | UK Singles Chart                  | 55             |
| 1988 | «Night Time for Generals» | US Mainstream Rock (Billboard)    | 39             |
| 1989 | «Got It Made»             | US Billboard Hot 100              | 69             |
| 1989 | «Got It Made»             | Canada Singles (RPM)              | 16             |
| 1989 | «Got It Made»             | US Top Singles (Cash Box)         | 58             |
| 1989 | «Got It Made»             | US Mainstream Rock (Billboard)    | 1              |
| 1989 | «Got It Made»             | US Adult Contemporary (Billboard) | 11             |
| 1989 | «This Old House»          | US Hot Country Songs (Billboard)  | 92             |
| 1989 | «That Girl»               | US Mainstream Rock (Billboard)    | 25             |

### Годовые итоговые чарты
| Чарт (1989)           | Позиция |
| --------------------- | ------- |
| US Billboard Year-End | 76      |

## Сертификации
| Регион                                                      | Сертификация | Продажи    |
| ----------------------------------------------------------- | ------------ | ---------- |
| США (RIAA)                                                  | Платиновый   | 1 000 000^ |
| ^ Данные о тиражах приведены только на основе сертификации. |              |            |